# Dzielów
Dzielów (deutsch Eiglau, tschechisch Děhylov) ist ein Ort in der Landgemeinde Baborów im Powiat Głubczycki der Woiwodschaft Opole in Polen.

## Geographie
Das Angerdorf Dzielów liegt vier Kilometer südöstlich von Baborów, 18 Kilometer südöstlich von Głubczyce (Leobschütz) und 74 Kilometer südlich vont Opole (Oppeln) in der Schlesischen Tiefebene an der Psina (Zinna), einem linken Zufluss der Oder. Der Ort liegt an der stillgelegten Bahnstrecke Racibórz–Krnov.
Nachbarorte von Dzielów sind im Nordwesten der Gemeindesitz Baborów (Bauerwitz) und im Südosten Raków (Rakau).

## Geschichte

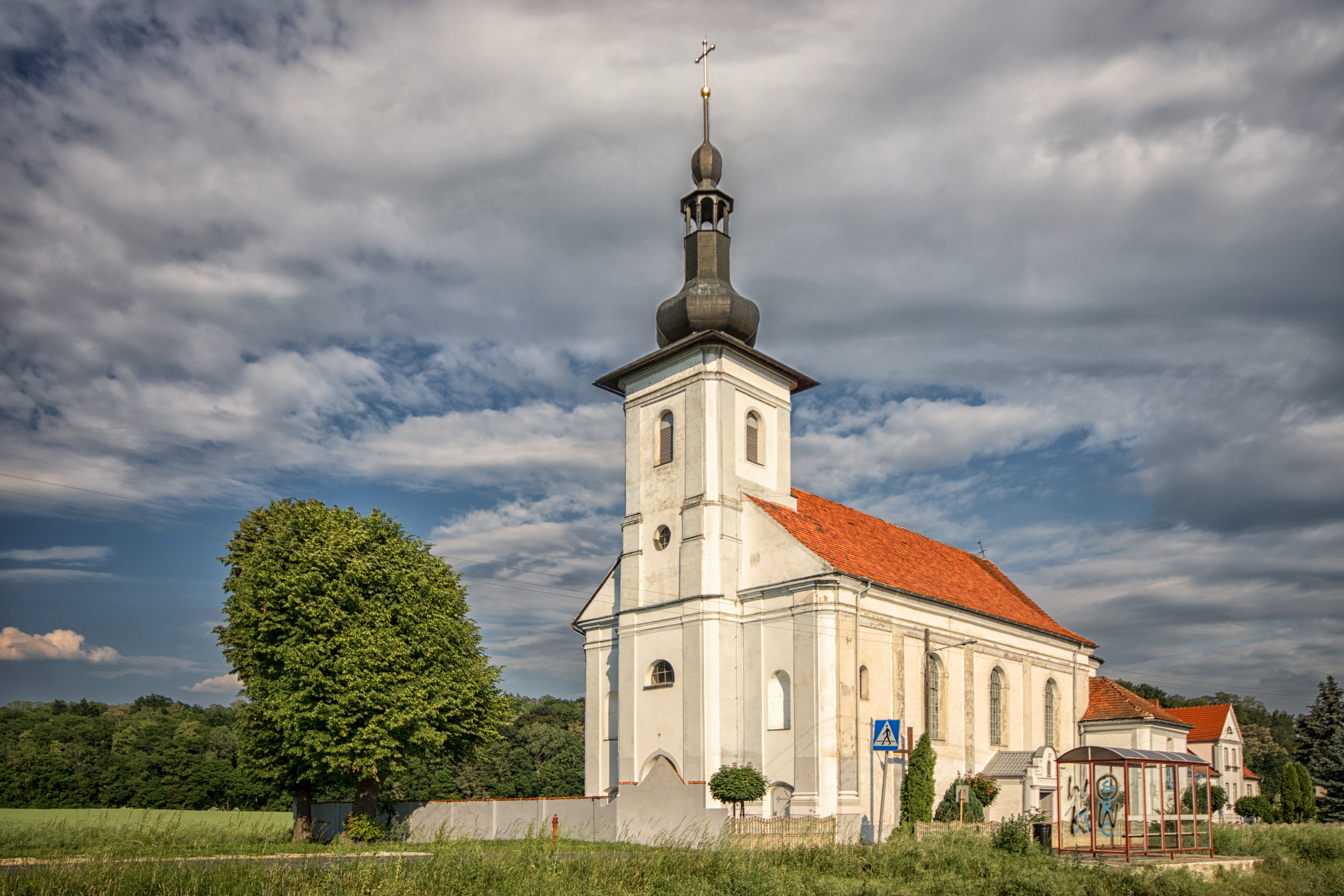
Nikolauskirche

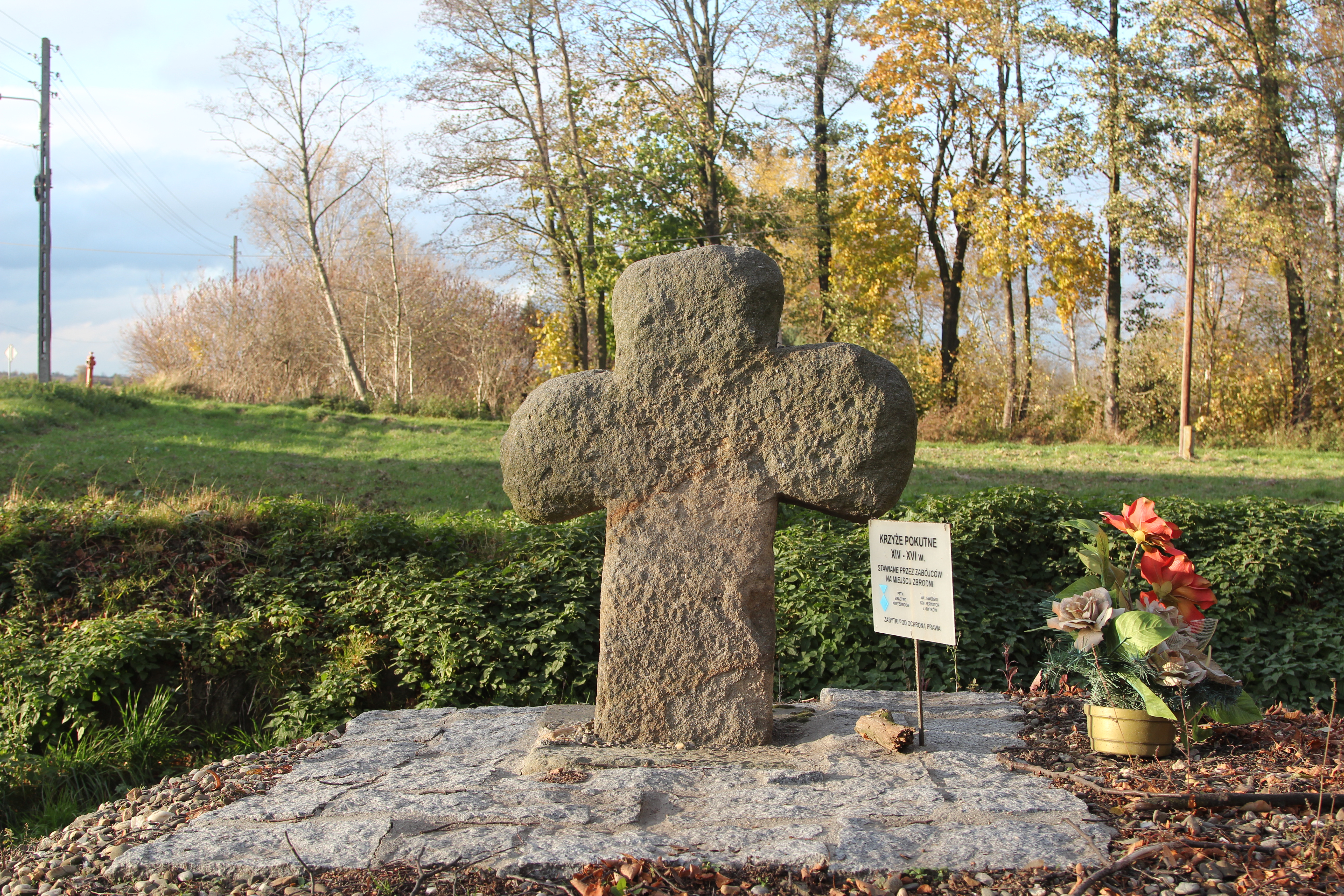
Sühnekreuz

Der Ort wurde 1340 erstmals als Dgehilhau und Dzengilow erwähnt. 1358 wurde der Ort als Delnlau und Dehylav, 1377 als Egilau und Eligow, 1447 als Diehlau sowie 1493 als Bielaw erwähnt. Der Ortsname leitet sich voraussichtlich vom polnische Begriff dzięgiel (dt. Brustwurzel bzw. Luftwurzel) ab.
Nach dem Ersten Schlesischen Krieg 1742 fiel Eiglau mit dem größten Teil Schlesiens an Preußen.
Nach der Neuorganisation der Provinz Schlesien gehörte die Landgemeinde Eiglau ab 1816 zum Landkreis Leobschütz im Regierungsbezirk Oppeln. 1845 bestanden im Dorf eine katholische Feldkapelle, eine katholische Schule, eine Wassermühle, eine Brennerei und 85 Häuser. Im gleichen Jahr lebten in Eiglau 488 Menschen, allesamt katholisch. 1861 zählte Eiglau 18 Bauern-, 27 Acker- und 19 Anglerhäuserstellen. 1874 wurde der Amtsbezirk Rakau gegründet, welcher die Landgemeinden Eiglau, Rakau und Stolzmütz und die Gutsbezirke Rakau und Stolzmütz umfasste.
Bei der Volksabstimmung in Oberschlesien am 20. März 1921 stimmten in Eiglau 349 Personen für einen Verbleib bei Deutschland und 9 für Polen. Eiglau verblieb wie der gesamte Stimmkreis Leobschütz beim Deutschen Reich. 1933 zählte der Ort 448, 1939 wiederum 450 Einwohner. Bis 1945 gehörte der Ort zum Landkreis Leobschütz.
1945 kam der bisher deutsche Ort unter polnische Verwaltung, wurde in Dzielów umbenannt und der Woiwodschaft Schlesien angeschlossen. 1950 wurde Dzielów der Woiwodschaft Oppeln zugeteilt. 1999 wurde es Teil des wiedergegründeten Powiat Głubczycki.

## Sehenswürdigkeiten

### Nikolauskirche
Die römisch-katholische Nikolauskirche (poln. Kościół św. Mikołaja Biskupa) wurde 1786 im barocken Stil errichtet. Die Kirche liegt außerhalb des Dorfes. Die Kirche wurde im Frühjahr 1945 teilweise zerstört und später wieder aufgebaut. Der Hauptaltar besitzt ein Gemälde de Hl. Nikolaus aus dem 15. Jahrhundert. Der Kirchenbau steht seit 1964 unter Denkmalschutz.

### Weitere Sehenswürdigkeiten
- Sühnekreuz
- Denkmal für die Gefallenen des Ersten Weltkriegs
- Denkmal für die Gefallenen des Zweiten Weltkriegs
- Dorffriedhof mit erhaltenen Grabmälern aus deutscher Zeit
- Steinerne Wegekapelle mit Zwiebelturm
- Steinerne Wegekreuz

## Söhne und Töchter des Ortes
- Joseph Wilpert (1857–1944), deutscher Archäologe
- Josef Kubetzko (1875–1938), deutscher Politiker